# حراز البيار (محافظة)
 حراز البيار هي واحدة من ثلاث محافظات إقليم حجر لميس، تشاد . عاصمتها هي مساقط .

## المحافظات الفرعية
تنقسم داقانا إلى ثلاث محافظات فرعية:
- مساقط
- انجامينا فارا
- ماني